# العلاقات الجنوب سودانية النيوزيلندية
العلاقات الجنوب سودانية النيوزيلندية هي العلاقات الثنائية التي تجمع بين جنوب السودان ونيوزيلندا.

## مقارنة بين البلدين
هذه مقارنة عامة ومرجعية للدولتين:
| وجه المقارنة                                              | جنوب السودان                  | نيوزيلندا                                              |
| --------------------------------------------------------- | ----------------------------- | ------------------------------------------------------ |
| المساحة (كم2)                                             | 619.75 ألف                    | 268.02 ألف                                             |
| عدد السكان (نسمة)                                         | 12.58 مليون                   | 4.24 مليون                                             |
| الكثافة السكانية (ن./كم²)                                 | 20.3                          | 15.82                                                  |
| العاصمة                                                   | جوبا                          | ويلينغتون، أوكلاند                                     |
| اللغة الرسمية                                             | لغة إنجليزية                  | لغة إنجليزية، اللغة الماورية، لغة الإشارة النيوزيلندية |
| العملة                                                    | جنيه جنوب سوداني، جنيه سوداني | دولار نيوزيلندي، الجنيه النيوزيلندي                    |
| الناتج المحلي الإجمالي (بليون دولار)                      | 2.90 مليار                    | 205.85 مليار                                           |
| الناتج المحلي الإجمالي (تعادل القوة الشرائية) بليون دولار | 22.88 مليار                   |                                                        |
| الناتج المحلي الإجمالي الاسمي للفرد دولار أمريكي          | 73                            |                                                        |
| الناتج المحلي الإجمالي للفرد دولار أمريكي                 | 2.02 ألف                      |                                                        |
| مؤشر التنمية البشرية                                      | 0.467                         | 0.914                                                  |
| رمز المكالمات الدولي                                      | +211                          | +64                                                    |
| رمز الإنترنت                                              | .ss                           | .nz                                                    |
| المنطقة الزمنية                                           | ت ع م+03:00                   | ت ع م+13:00، ت ع م+12:00                               |

## منظمات دولية مشتركة
يشترك البلدان في عضوية مجموعة من المنظمات الدولية، منها:
| علم المنظمة | اسم المنظمة                               | تاريخ انضمام جنوب السودان | تاريخ انضمام نيوزيلندا |
| ----------- | ----------------------------------------- | ------------------------- | ---------------------- |
|             | مؤسسة التنمية الدولية                     | 18 أبريل 2012             | 1 أكتوبر 1974          |
|             | يونسكو                                    | 27 أكتوبر 2011            | 4 نوفمبر 1946          |
|             | وكالة ضمان الاستثمار متعدد الأطراف        | 18 أبريل 2012             | 22 أبريل 2008          |
|             | الأمم المتحدة                             | 14 يوليو 2011             | 24 أكتوبر 1945         |
|             | الاتحاد البريدي العالمي                   | ?                         | ?                      |
|             | البنك الدولي للإنشاء والتعمير             | 18 أبريل 2012             | 31 أغسطس 1961          |
|             | الاتحاد الدولي للاتصالات                  | 3 أكتوبر 2011             | 3 يونيو 1878           |
|             | مؤسسة التمويل الدولية                     | 18 أبريل 2012             | 31 أغسطس 1961          |
|             | المركز الدولي لتسوية المنازعات الاستشارية | 18 مايو 2012              | 2 مايو 1980            |
|             | منظمة الشرطة الجنائية الدولية             | ?                         | ?                      |

## وصلات خارجية
- موقع وزارة الخارجية الجنوب سودانية
- موقع وزارة الخارجية النيوزيلندية